# Bleach: Hell Verse
Pour les articles homonymes, voir Bleach.
Pour plus de détails, voir Fiche technique et Distribution.
Bleach: Hell Verse (BLEACH 地獄篇, Bleach: Jigoku-hen) est le quatrième film d'animation basé sur l'anime et le manga, Bleach. Le film est sorti en salle japonaise le 4 décembre 2010.

Deux épisodes spéciaux de Bleach ont été diffusés respectivement le 23 novembre 2010 et le 30 novembre 2010 au Japon pour commémorer la sortie du film. Le second épisode sert de prologue au film.

## Synopsis
L'Enfer est l'endroit où sont envoyés ceux qui ont commis de graves crimes durant leur vie sur Terre. C'est un endroit où les Pécheurs sont punis pour l'éternité et où même les shinigami ne sont pas autorisés à entrer.
Dans le monde réel, Ichigo, représentant shinigami, mène tranquillement sa vie de lycéen jusqu'au moment où d'étranges personnages l'attaquent lui, ses amis et sa famille. Ces derniers se présentent comme des Pécheurs de l'Enfer et souhaitent utiliser sa puissance pour qu'il détruise les portes de l'Enfer et ainsi les libérer de leur tourment. Ces derniers kidnappent les petites sœurs d'Ichigo, mais grâce à l'intervention d'un autre inconnu, ne parviennent qu'à s'emparer de Yuzu, qu'ils emmènent en Enfer. Le nouvel individu est également un Pécheur et se nomme Kokutô, mais contrairement aux autres, il souhaite aider Ichigo à sauver sa sœur.
Grâce à Kokutô, Ichigo accompagné d'Uryû, Renji et Rukia, pénètrent en Enfer. Cependant, après leur combat contre les Kushanada, les gardiens de l'Enfer, et les Pécheurs, le groupe se retrouve séparé parmi les différents niveaux de l'Enfer. Accompagné de Kokutô, Ichigo combat Shûren, le leader des Pécheurs, et parvient à le vaincre. Cependant, Kokutô se retourne contre Ichigo et se révèle être celui qui a mis au point l'enlévement de Yuzu. Après avoir vaincu les amis d'Ichigo, Kokutô révèle à Ichigo que Yuzu, ayant passé trop de temps en Enfer, est devenue également enchaînée à ce dernier. Fou de rage, Ichigo perd le contrôle sur lui, se transforme en Hollow et se déchaîne. Grâce à sa puissance, Ichigo détruit les portes de l'Enfer et brise les chaînes des Pécheurs, le véritable lien qui emprisonne ces derniers en Enfer. Mais Renji intervient et fait sortir Ichigo de l'Enfer.
Revenu sur Terre avec Yuzu, Ichigo se lamente d'avoir laissé ses amis derrière lui, mais décide d'y retourner afin de les sauver. Mais le Gotei 13 s'y oppose. Si Ichigo perd de nouveau le contrôle, le monde sera détruit. Revenu en Enfer, Ichigo combat Kokutô de nouveau, mais ce dernier s'avère trop puissant. Alors qu'il est de nouveau sur le point de se transformer en Hollow, Ichigo reçoit l'aide des Kushanada qui lui prêtent leur pouvoir. Grâce à ce nouveau pouvoir, Ichigo réussi à battre Kokutô (qui se retrouve à présent enfermé au plus profond de l'Enfer), et libère ses amis.
Sorti de l'Enfer, Ichigo retrouve tous ses amis et sa famille tandis que le monde est sauvé grâce à ses exploits.

## Fiche technique
- Titre japonais : BLEACH 地獄篇
- Titre rōmaji : BLEACH - Jigoku-hen
- Titre français : Bleach: Hell Verse
- Auteur : Tite Kubo
- Réalisation : Noriyuki Abe
- Scénario : Natsuko Takahashi / Masahiro Okubo
- Musique : Shiro Sagisu
- Design des personnages : Masashi Kudo
- Studio d'animation : Studio Pierrot
- Société de production : Aniplex
- Format : couleur - son Dolby Digital
- Pays d'origine :  Japon
- Langue originale : japonais
- Genre : animation, combat
- Durée : 93 minutes
- Date de sortie cinéma : 4 décembre 2010
- Date de sortie DVD :
Japon : 24 août 2011
France : le 5 décembre 2012[4]

## Doublage
| Personnages            | Voix japonaises    | Voix françaises       |
| ---------------------- | ------------------ | --------------------- |
| Ichigo Kurosaki        | Masakazu Morita    | Vincent de Bouard     |
| Rukia Kuchiki          | Fumiko Orikasa     | Françoise Escobar     |
| Renji Abarai           | Kentarō Itō        | Nicolas Beaucaire     |
| Uryū Ishida            | Noriaki Sugiyama   | Philippe Siboulet     |
| Inoue Orihime          | Yuki Matsuoka      | Isabelle Volpe        |
| Sado « Chad » Yasutora | Hiroki Yasumoto    | Bruno Moury           |
| Rangiku Matsumoto      | Kaya Matsutani     | Jessie Lambotte       |
| Tôshirô Hitsugaya      | Romi Paku          | Jochen Haegele        |
| Jushiro Ukitake        | Hideo Ishikawa     | Francis Benoît        |
| Byakuya Kuchiki        | Ryōtarō Okiayu     | Marc-Antoine Frédéric |
| Isshin Kurosaki        | Toshiyuki Morikawa | Frédéric Souterelle   |
| Kokutō                 | Kazuya Nakai       | Philippe Roullier     |
| Taikon                 | Kōzō Shioya        | Jean-Marco Montalto   |
| Shuuren                | Tōru Furuya        |                       |
| Gunjō                  | Masaki Aizawa      |                       |
| Garogai                | Keikō Sakai        |                       |
| Murakumo               | Binbin Takaoka     |                       |

## Commentaire
Tite Kubo s'est beaucoup impliqué dans le film notamment au niveau du scénario[réf. nécessaire] même si le chapitre de l'enfer n'a pas été adapté dans le support original du manga.
Le studio Pierrot n'a pas gardé les idées de Tite Kubo et il n'a pas été prévenu des changements qu'ils ont effectués. L'auteur du manga a demandé à ne plus être crédité comme producteur exécutif. Il a déclaré que seul le dessin et le travail des seiyū fait que ce film ressemble à du Bleach.[réf. nécessaire] Il renie totalement ce film.[réf. nécessaire][réf. souhaitée]
Un chapitre visant à faire la promotion du film est sorti dans le Shonen Jump 2010 (#52). Ce chapitre intitulé Hell Arc - The Unforgivens, propose une vision de l'enfer où un affrontement entre Szayel Aporro et Aaroniero, 2 espadas tués par des shinigamis, s'effectue.

## Musique
- TMRevolution : Save the one Save the all

## Annexe